# Burg Kokořín

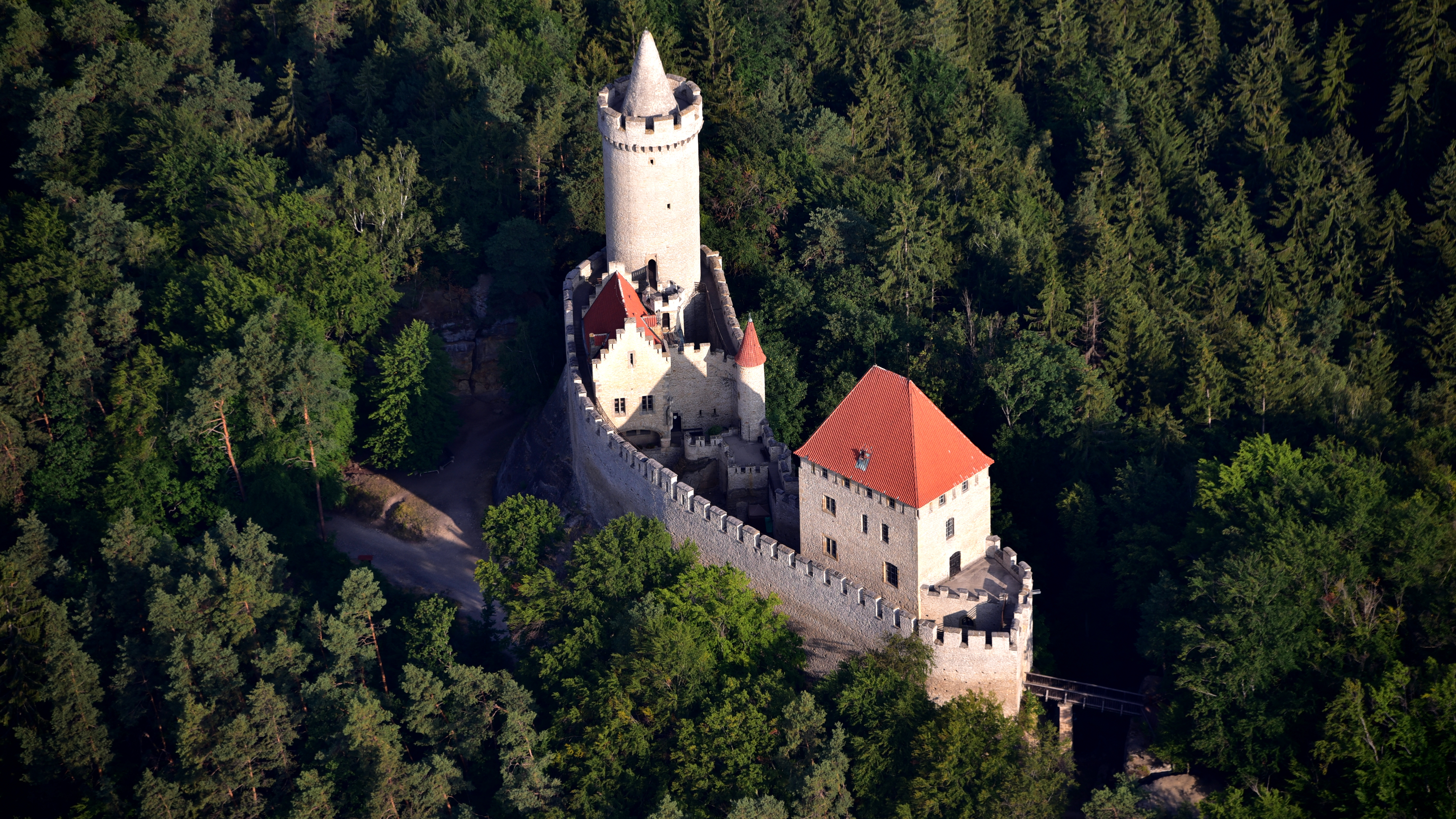
Burg Kokořín, Luftaufnahme (2019)

Burg Kokořín (deutsch Kokorschin) befindet sich nahe Kokořín im Süden der Daubaer Schweiz im Okres Mělník in Tschechien. Die einst verfallene Burg wurde ab 1911 im Stil einer mittelalterlichen Ritterburg neu aufgebaut. Die Burg ist die bekannteste Touristenattraktion in der Daubaer Schweiz.

## Geschichte
Der befestigte Palas mit der Burgmauer wurde um 1320 vom Hynek Berka von Dubá erbaut. Ende des 15. Jh. wurde die Burg im gotischen Stil von den Herren aus Klinštejna umgebaut. Ab dem 17. Jh. war die Burg verlassen.
1894 kaufte Václav Špaček von Starburg die Ruine. Unter der Leitung des Architekten Eduard Sochor wurde die Burg in den Jahren 1911 bis 1918 wiederhergestellt und im neogotischen Stil ausgestaltet. 1948 ging die Burg in das Eigentum des Staates über. Im Jahre 2001 erhielt die Burg den Status als Nationales Kulturdenkmal.